# It's Going to Take Some Time
It's Going to Take Some Time è un brano musicale di Carole King del 1971 con il testo di Toni Stern.

## Descrizione
Scritto da Carole King e Toni Stern, il brano apparve per la prima volta nell'album Music nel dicembre del 1971.
Il testo descrive la fine consenziente di una relazione d'amore: contrastano la situazione attuale, in cui la cantante canta (it's going to take some time this time) cioè che questa volta ci vorrà del tempo per abbandonare la tristezza.
L'attrice Jessie Mueller, che ha interpretato Carol King nel musical di Broadway Beautiful: The Carole King Musical, considera questo brano come una delle sue canzoni preferite dell'autrice, aggiungendo che sa come scrivere una canzone di rottura! Può riassumere un sentimento e uno stato d'animo così bene, e con tale profondità e semplicità allo stesso tempo.
L'organista jazz Richard "Groove" Holmes ha inciso una versione strumentale nel suo album del 1973 Night Glider. 

## Formazione
- Carole King – piano, voce
- Charles "Charlie" Larkey – basso
- Joel O'Brien – batteria
- Ralph Schuckett – piano elettrico
- Curtis Amy – sax soprano
- Danny Kortchmar – conga, chitarra elettrica